# Venus and Mars/Rock Show
Venus and Mars/Rock Show è il medley di due canzoni della coppia Paul e Linda McCartney apparse come le prime due dell'LP Venus and Mars (1975) dei Wings, di ottimo successo commerciale, anche se non si può dire lo stesso dalla parte della critica; il medley venne pubblicato su un singolo (b-side: Magneto and Titanium Man) nella fine dello stesso anno. Sul disco, appare una reprise di Venus and Mars, intitolata semplicemente Venus and Mars (Reprise), che apre la seconda facciata del long playing.

## I brani
Il medley venne pubblicato sulla compilation Wingspan (2001) nell'edizione del singolo; fu la sua prima apparisione dell'edit su un CD. Una versione live dei due pezzi, uniti anche con Jet, è apparso sul triplo album dal vivo Wings over America (1976) e, successivamente, sulla pellicola Rockshow.
Venus and Mars è una ballata. Nelle sue liriche, si accenna ai pianeti Venere, Marte e ad un amico immaginario astrologo; mentre per i pianeti sono stati rispettivamente assegnati i ruoli di Paul e Linda, non si sa chi possa aver ispirato il ruolo dello studioso. La prima apparizione sull'omonimo album dura 1:18, mentre la reprise 2:05.
Rock Show invece è un pezzo arena rock, scritto espressamente per aprire i prossimi concerti della band. Oltre alla formazione dei Wings del momento, Allen Toussaint vi suona il pianoforte ed Afro le congas. Sia Rock Show che Venus and Mars vennero registrate, sotto la produzione di Paul, tra il gennaio e l'aprile 1975 a New Orleans, con la formazione del gruppo denominata "Wings 5", ovvero Paul McCartney, Linda Eastman, Denny Laine come polistrumentisti, Jimmy McCulloch alle chitarre e Joe English alla batteria, mentre in altre tracce dell'LP, risalenti all'estate precedente, il posto di quest'ultimo venne presto da Geoff Britton.

## Il singolo
Mentre l'album Venus and Mars venne pubblicato il a fine maggio 1975, questo 45 giri venne pubblicato il 27 ottobre negli USA ed il 28 novembre nel Regno Unito. Il medley era un edit dei due pezzi: Venus and Mars ha qualche secondo in meno, ma Rock Show ha perso circa quattro minuti; la b-side, Magneto and Titanium Man, era completa. L'SP, commercializzato dalla Capitol Records con il numero di serie R 6010, è arrivato alla 12ª posizione di The Billboard Hot 100, ma, per la prima volta nella carriera solista di Macca, non è entrato in classifica in patria.

## Tracce singolo
La coppia McCartney è indicata con il cognome.
Lato A
1. Venus and Mars/Rock Show – 3:46 (Paul McCartney-Linda McCartney)

Lato B
1. Magneto and Titanium Man – 3:16 (McCartney)